# Magny-Lambert
Magny-Lambert ist eine französische Gemeinde im Département Côte-d’Or in der Verwaltungsregion Bourgogne-Franche-Comté. Sie gehört zum Kanton Châtillon-sur-Seine und zum Arrondissement Montbard.
Nachbargemeinden sind Semond im Norden, Saint-Marc-sur-Seine im Nordosten, Bellenod-sur-Seine und Quemigny-sur-Seine im Osten, Ampilly-les-Bordes im Südosten, Jours-lès-Baigneux und Chaume-lès-Baigneux im Süden, Fontaines-en-Duesmois im Südwesten und Villaines-en-Duesmois im Westen.

## Siehe auch

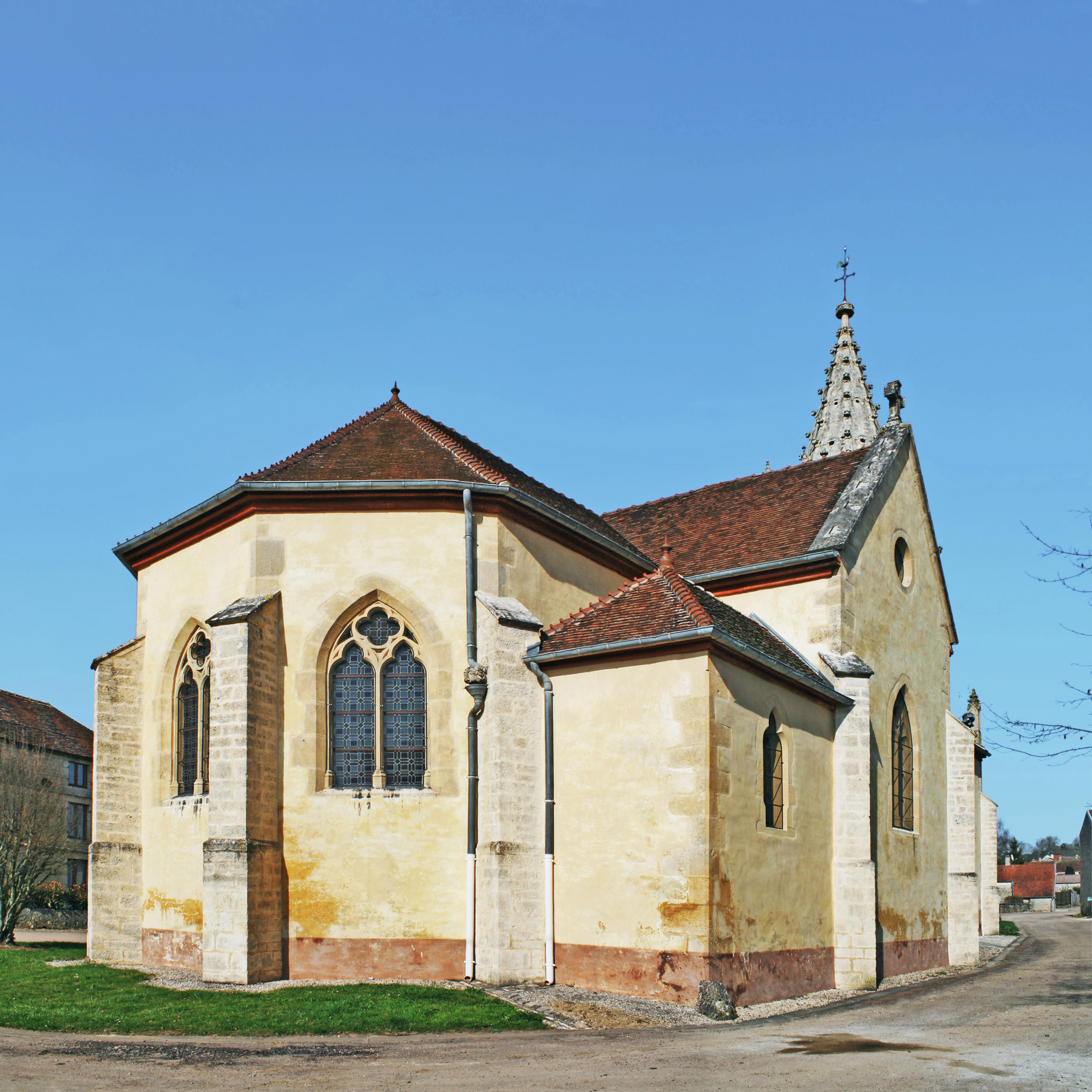
Dreifaltigkeits-Kirche (Église de la Trinité)

## Bevölkerungsentwicklung
| Jahr                       | 1962 | 1968 | 1975 | 1982 | 1990 | 1999 | 2008 | 2015 |
| -------------------------- | ---- | ---- | ---- | ---- | ---- | ---- | ---- | ---- |
| Einwohner                  | 148  | 123  | 108  | 98   | 105  | 105  | 91   | 87   |
| Quellen: Cassini und INSEE |      |      |      |      |      |      |      |      |